# خرمال أسود
الخرمال الأسود أو الديوسبير الأسود (الاسم العلمي: Diospyros nigra) هو نوع من النباتات يتبع جنس الخرمال من الفصيلة الأبنوسية.

## معرض صور

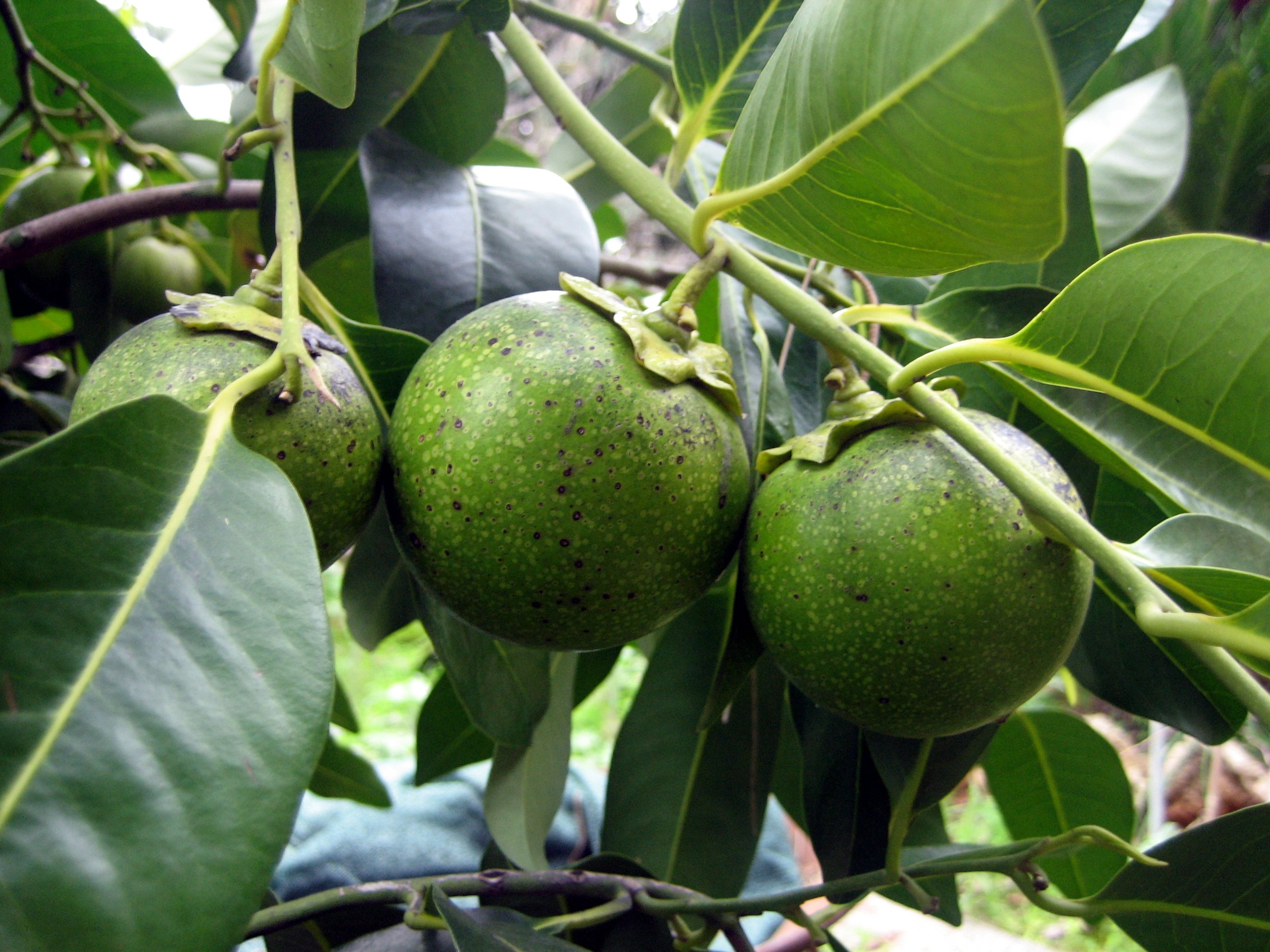
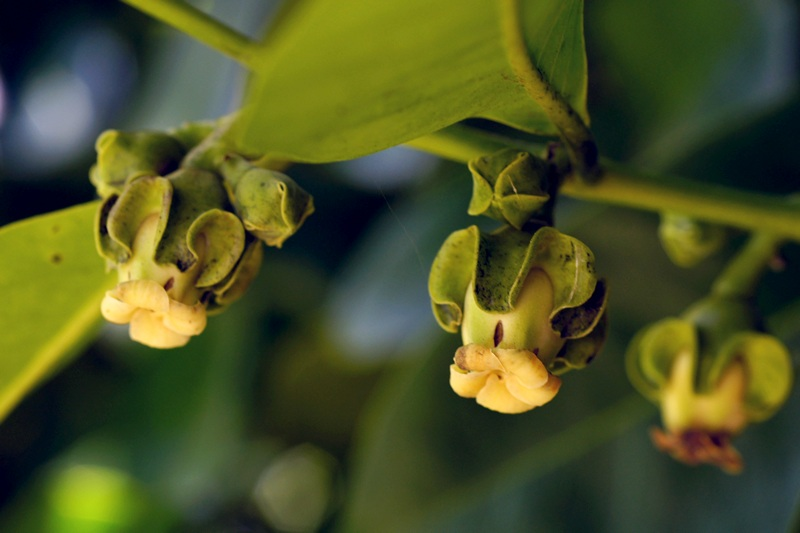
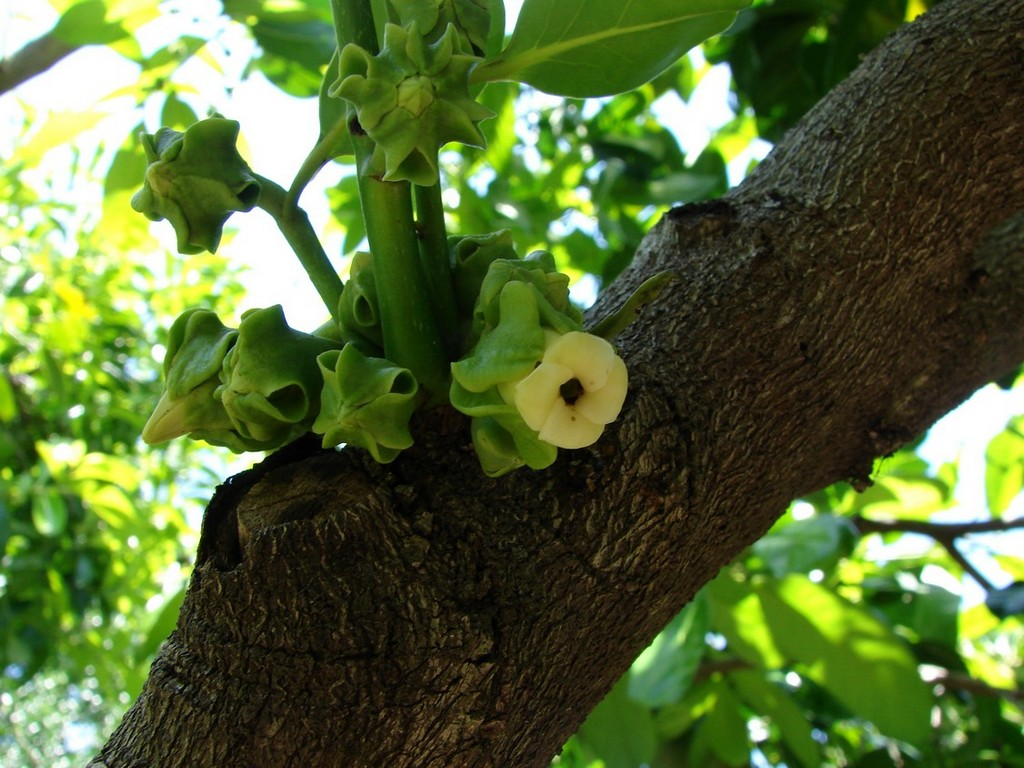